# 交響組曲「ドラゴンクエストIII」そして伝説へ…
『交響組曲「ドラゴンクエストIII」そして伝説へ…』（こうきょうくみきょく ドラゴンクエストスリー そしてでんせつへ）は、日本の作曲家であるすぎやまこういちによるファミリーコンピュータ用ロールプレイングゲーム『ドラゴンクエストIII そして伝説へ…』（1988年）のサウンドトラック。英題は『SYMPHONIC SUITE DRAGON QUEST III』（シンフォニック・スイート・ドラゴンクエストスリー）。
1988年3月7日にアポロン音楽工業からリリースされ、作曲と指揮はすぎやま、演奏はNHK交響楽団、コンサートマスターは徳永二男がそれぞれ務めた。

## 構成
エニックス（現・スクウェア・エニックス）よりリリースされているコンピュータRPG『ドラゴンクエストシリーズ』の第3作『ドラゴンクエストIII そして伝説へ…』（1988年）のサウンドトラックとして発表され、NHK交響楽団の演奏による『オーケストラ・ヴァージョン』、ファミリーコンピュータの音源からなる『オリジナル・ヴァージョン』の2部構成となっている。

## ディスクジャケット
アポロン盤のディスクジャケットは、『ドラゴンクエストIII そして伝説へ…』のパッケージイラストをアレンジしたものになっている。
後述のSUGIレーベル盤は、『ドラゴンクエストIII そして伝説へ…』をイメージした写真に差し替えられている。

## テレビ番組での紹介
2010年8月29日に放送された『題名のない音楽会』（テレビ朝日系）にて、「マリオ・ドラクエ・FF〜大人気ゲーム音楽SP」と題してすぎやまが出演し、『ドラゴンクエストIX 星空の守り人』の序曲と共に、今作に収録されている「冒険の旅」と「そして伝説へ…」の2曲が紹介された。

## リリース
1988年3月7日にアポロン音楽工業のALTYレーベルからLPレコード（2枚組）、アポロン音楽工業のcompusicレーベルからCTとCDの3形態でリリースされた。いずれも初回予約特典は『ドラゴンクエストIII そして伝説へ…』のA2ポスター、封入特典として収録曲の譜面とロゴステッカーがそれぞれ同梱されている。
2009年10月7日にキングレコードのSUGIレーベルから再リリースされた。その際、前述の通りディスクジャケットが差し替えられているうえ、『オリジナル・ヴァージョン』の収録が見送られている。

## チャート成績、受賞経歴
本作は、オリコンのアルバムチャート（1988年3月21日付）において最高第2位を獲得し、登場週数16回、売り上げ枚数は27.4万枚となった。
1988年の『第30回日本レコード大賞』において、『組曲「ドラゴンクエスト」』（1986年）と『ドラゴンクエストの世界「ドラゴンクエストII」悪霊の神々』（1987年）の3作品共に「特別企画賞 新しい子供達の音楽のために」を受賞した。
1989年の『第3回日本ゴールドディスク大賞』において「ベスト・アルバム・オブ・ザ・イヤー 企画部門」を受賞した。

## 収録曲
| 全作曲: すぎやまこういち。 |                                                                   |       |                  |      |
| #                          | タイトル                                                          | 作詞  | 作曲・編曲       | 時間 |
| 1.                         | 「ロトのテーマ」(Roto)                                            |       | すぎやまこういち | 1:45 |
| 2.                         | 「王宮のロンド」(RONDO)                                           |       | すぎやまこういち | 2:51 |
| 3.                         | 「世界をまわる (町〜ジパング〜ピラミッド〜村)」(AROUND THE WORLD) |       | すぎやまこういち | 7:05 |
| 4.                         | 「冒険の旅」(ADVENTURE)                                           |       | すぎやまこういち | 3:08 |
| 5.                         | 「ダンジョン〜塔〜幽霊船」(DUNGEON〜TOWER〜THE PHANTOM SHIP)      |       | すぎやまこういち | 5:35 |
| 合計時間:                  | 合計時間:                                                         | 20:24 |                  |      |

| 全作曲: すぎやまこういち。 |                                                                  |       |                  |      |
| #                          | タイトル                                                         | 作詞  | 作曲・編曲       | 時間 |
| 1.                         | 「鎮魂歌〜ほこら」(REQUIEM〜SMALL SHRINE)                        |       | すぎやまこういち | 2:49 |
| 2.                         | 「海を越えて」(SAIL ON THE SEA)                                  |       | すぎやまこういち | 2:56 |
| 3.                         | 「おおぞらを とぶ」(FLYING IN THE SKY)                           |       | すぎやまこういち | 2:32 |
| 4.                         | 「戦闘のテーマ〜アレフガルドにて〜勇者の挑戦」(FIGHTING SPIRITS) |       | すぎやまこういち | 5:31 |
| 5.                         | 「そして伝説へ…」(INTO THE LEGEND)                               |       | すぎやまこういち | 3:04 |
| 合計時間:                  | 合計時間:                                                        | 16:52 |                  |      |

| 全作曲: すぎやまこういち。 | |           |                  |                           |       |
| #                          | タイトル                                                                                                  | 作詞      | 作曲・編曲       | 構成                      | 時間  |
| 1.                         | 「ドラゴンクエストIII ゲーム オリジナル サウンド ストーリー」(DRAGON QUEST III GAME ORIGINAL SOUND STORY) |           | すぎやまこういち | 中村光一 すぎやまこういち | 29:37 |
| 合計時間:                  | 合計時間:                                                                                                 | 合計時間: | 29:37            |                           |       |

## クレジット

### STAFF
| PRODUCER |  | - KENICHI SATŌ - MAKOTO MIURA |

| DIRECTOR |  | - MASAYOSHI MASUBUCHI - OSAMU TAKEI - MASAKATSU KAWAHARA |

| AUDIO DIRECTOR MOMOSUKE TADA (Hi Brite) |

| ENGINEER |  | - YŌICHI NAMEKATA - TOSHIAKI TAKAGI (11) |

| ASSISTANT ENGINEER |  | - TSUNEO TOMONO (VICTOR STUDIO) - HIROKO INUTSUKA (VICTOR STUDIO) - TAKASHI KAITOH (VICTOR STUDIO) - SHOJI HAYASHI (VICTOR STUDIO) - MASAYUKI NAKAHARA (VICTOR STUDIO) - KAZUHITO FUJIKI (VICTOR STUDIO) |

| MASTERING ENGINEER YOSHIO KOBAYASHI |

| STORY ARRANGEMENT (ORIGINAL VERSION) |  | - KŌICHI NAKAMURA - KŌICHI SUGIYAMA |

| MASTERING DIGITAL MASTERING LABO (Hi Brite) |

| DESIGN |  | - Studio CA. - KIYOHARU KASHIMA |

| SPECIAL THANKS TO |  | - YUKINOBU CHIDA (ENIX) - YASUYUKI SONE (ENIX) - YASUHIRO KISHIMOTO - YOSHITOSHI SIMIZU - JUNICHI YUDA - THE QUARTER PLANNING - BSR JAPAN |

| RECORDING DATE & PLACE |  | - Dec. 14〜15, 1987 AT VICTOR AOYAMA ST. - Dec. 22〜24, 1987 AT APOLLON ST. |

### RECORDING INSTRUMENTS
| 〔MIC〕 |  | - VI1――――U―87×2 (10人) - VI2――――U―87×2 (8人) - Vla――――U―87×1 (6人) - Vc――――U―87×2 (4人) - CB――――M―49×3 (3人) - OFF MIC―SM―69×1 - Trp――――U―87×1 (3人) - Trb――――U―47×2 (2人) - Tuba――――U―87×1 (1人) - Horn――――U―49×2 (4人) - Fl――――U―87×1 (2人) - Cla――――U―87×1 (2人) - Oboe――――U―87×1 (2人) - Fag――――U―87×1 (2人) - Harp――――Schoeps 5U×1 (1人) - Timpany―MD―421×2 (3人) - グロッケン (3人) - シロフォン (3人) - グランカスタ――――U―47×2 (3人) - ボンゴ――――U―87×1 (3人) - カスタネット etc.――――C―451×1 (3人) |

| 〔Tape Recorder〕 SONY―BVU―800 DB  |
| 〔Digital audio processor〕 dbX700 |
| 〔CONSOLE〕 SSL SL 4000E           |

| 〔AMP〕 |  | - AMCRON PSA-2 - AMCRON D-150A SERIES II |

| 〔SPEAKER〕 |  | - WESTLAKE TM-3 - AURATONE 5C |

| 〔MASTERING〕 |  | - PCM-1630 - DMR-4000 - DAE-1100PCM DIGITAL AUDIO EDITOR |

## リリース日一覧
| No. | リリース日    | レーベル                      | 規格 | 規格品番  | 最高順位 | 備考                                              | 出典  |
| --- | ------------- | ----------------------------- | ---- | --------- | -------- | ------------------------------------------------- | ----- |
| 1   | 1988年3月7日  | アポロン音楽工業 / ALTY       | LP   | AY30-1/2  | 2位      | - 2枚組 - 特典: - 全曲譜面 - ロゴステッカー       |       |
| 1   | 1988年3月7日  | アポロン音楽工業 / compusic   | CT   | KLA-1567  | 2位      | - 特典: - 全曲譜面 - ロゴステッカー               |       |
| 1   | 1988年3月7日  | アポロン音楽工業 / compusic   | CD   | BY30-5181 | 2位      | - 特典: - 全曲譜面 - ロゴステッカー               | [ 8 ] |
| 2   | 2009年10月7日 | キングレコード / SUGIレーベル | CD   | KICC-6322 |          | - 再発盤 - 『オリジナル・ヴァージョン』のみ未収録 | [ 6 ] |

## カバー
| 曲名                | アーティスト | 収録作品（初出のみ） | リリース日    | 出典  |
| ------------------- | ------------ | -------------------- | ------------- | ----- |
| 「おおぞらを とぶ」 | 高中正義     | 『hunpluged』        | 2000年7月19日 | [ 9 ] |